# Erika Vikman
Erika Susanna Vikman (finlandeză [ˈeːrikɑ ˈsusɑnːɑ ˈʋiːkmɑn]; n. 20 februarie 1993, Tampere, Finlanda) este o cântăreață și compozitoare finlandeză. Începându-și cariera de cântăreață de tango finlandeză, Vikman a primit prima recunoaștere după ce a câștigat premiul Tangomarkkinat în 2016. Ulterior, a primit atenție la nivel național după lansarea single-ului „Cicciolina” în 2020, care a devenit primul ei hit în top 5 în Finlanda. Albumul ei de studio de debut, omonim, a fost lansat în anul următor și a ajuns în fruntea clasamentelor din Finlanda. Ea a reprezentat Finlanda la Concursul Muzical Eurovision 2025 cu piesa „Ich komme”.